# Cattedrale di Notre-Dame-et-Saint-Lambert
La cattedrale di Notre-Dame-et-Saint-Lambert è stata la cattedrale di Liegi fino al 1794, data della sua distruzione. Questa enorme cattedrale gotica, in memoria di San Lamberto di Maastricht, patrono della città, occupava l'attuale Place Saint-Lambert, nel cuore di Liegi.

## Storia
La costruzione della cattedrale gotica ebbe inizio il 29 aprile 1185, il giorno dopo che un violento incendio aveva distrutto la precedente cattedrale. Nel 1189 l'arcivescovo di Colonia venne in visita a Liegi per riconsacrare la chiesa e nel 1197 le reliquie di San Lamberto vennero riportate nel nuovo edificio, ancora incompleto per mancanza di fondi.
A metà del XIII secolo Papa Innocenzo IV concesse indulgenze a tutti coloro che avessero contribuito alla ricostruzione della cattedrale.
Dal 1391 al 1433 si protrassero i lavori per il completamento della cattedrale, che raggiunse i 96 metri di lunghezza (173 metri compresi i chiostri) e 30 metri di altezza.
Nel 1794, sotto il regime francese, dopo la révolution liégeoise, la cattedrale venne demolita in quanto considerata dai rivoluzionari della città un simbolo del potere del principe-vescovo. Il sito è stato interamente livellato nel 1827 ad eccezione di un tratto di muratura dalla antico passaggio tra la cattedrale e il palazzo del vescovo, che era ancora in piedi nel 1929.
Una volta che lo stato d'animo rivoluzionario era passato, la chiesa collegiata di San Paolo venne scelta come nuova cattedrale di Liegi.